# Pliobothrus
Pliobothrus is een geslacht van neteldieren uit de familie van de Stylasteridae.

## Soorten
- Pliobothrus dispergens Nielsen, 1919 †
- Pliobothrus echinatus Cairns, 1986
- Pliobothrus fistulosus Cairns, 1991
- Pliobothrus gracilis Zibrowius & Cairns, 1992
- Pliobothrus laevis Nielsen, 1919 †
- Pliobothrus spinosus (Hickson & England, 1905)
- Pliobothrus symmetricus Pourtalès, 1868
- Pliobothrus tubulatus (Pourtalès, 1867)